# Șimand (gmina)
Șimand – gmina w Rumunii, w okręgu Arad. Obejmuje tylko jedną miejscowość Șimand. W 2011 roku liczyła 3982 mieszkańców.